# Walentina Nikolajewna Lalenkowa
Walentina Nikolajewna Lalenkowa (russisch Валентина Николаевна Лаленкова, wiss. Transliteration Valentina Nikolaevna Lalenkova; gebürtig Golowenkina; * 5. Mai 1957 in Jekaterinburg) ist eine ehemalige sowjetische Eisschnellläuferin.

## Werdegang
Lalenkowa, die für den Spartak Kiew und den Spartak Swerdlowsk startete, wurde im Jahr 1977 sowjetische Juniorenmeisterin im Sprint-Mehrkampf und in den Jahren 1979 sowie 1985 sowjetische Meisterin im Sprint-Mehrkampf. Zudem kam sie bei sowjetischen Mehrkampf-Meisterschaften jeweils dreimal auf den zweiten und dritten Platz. International trat sie erstmals bei den Juniorenweltmeisterschaften 1976 in Madonna di Campiglio in Erscheinung, wo sie den sechsten Platz im Mini-Mehrkampf errang. In der Saison 1977/78 siegte sie bei der 3-Bahnen-Tournee in Inzell im Sprint-Mehrkampf und kam in Innsbruck auf den zweiten Platz im Sprint-Mehrkampf. Bei der Mehrkampfweltmeisterschaft 1978 in Helsinki wurde sie Fünfte im Mini-Mehrkampf und lief dabei über 500 m die schnellste Zeit. Im folgenden Jahr erreichte sie bei der Mehrkampfweltmeisterschaft 1979 in Deventer erneut den fünften Platz im Mini-Mehrkampf.
In der Saison 1979/80 belegte Lalenkowa bei der Mehrkampfweltmeisterschaft 1980 in Hamar den achten Platz im Mini-Mehrkampf, bei der Sprintweltmeisterschaft 1980 in West Allis den zehnten Rang und bei ihrer ersten Teilnahme an Olympischen Winterspielen im Februar 1980 in Lake Placid den 17. Platz über 3000 m sowie den 11. Rang über 1000 m. In der Saison 1982/83 wurde sie Zweite über 1500 m beim Dynamo Cup in Berlin und errang bei der Mehrkampfeuropameisterschaft 1983 in Heerenveen den 16. Platz im Kleinen Vierkampf. Beim Saisonhöhepunkt, der Mehrkampfweltmeisterschaft 1983 in Karl-Marx-Stadt, gewann sie die Bronzemedaille im Kleinen Vierkampf. Nach Platz drei über 1000 m beim Dynamo Cup in Berlin zu Beginn der Saison 1983/84, holte sie bei der Mehrkampfeuropameisterschaft 1984 in Almaty im Kleinen Vierkampf und bei der Sprintweltmeisterschaft 1984 in Trondheim im Sprint-Mehrkampf jeweils die Silbermedaille. Bei den Olympischen Winterspielen 1984 in Sarajevo, wurde sie Achte über 3000 m, Sechste über 1500 m und Vierte über 1000 m. Letztmals international startete sie bei der Sprintweltmeisterschaft 1985 in Heerenveen, wo sie den achten Platz errang.
Nach ihrer Karriere war Lalenkowa von 1986 bis 1995 in Angarsk beim Sportverein Ermak als leitende Ausbilderin und danach als Lehrerin an der Irkutsker Regionalschule tätig. Von 2012 bis 2020 war sie Abgeordnete der Duma für die Stadt Angarsk. Zudem war sie von 2012 bis 2017 Direktorin der Olympic Reserve School in Angarsk. Ihr Sohn Jewgeni Lalenkow war ebenfalls als Eisschnellläufer aktiv.

## Erfolge

### Olympische Spiele
- 1980 Lake Placid: 11. Platz 1000 m, 17. Platz 3000 m
- 1984 Sarajevo: 4. Platz 1000 m, 6. Platz 1500 m, 8. Platz 3000 m

### Mehrkampf-Weltmeisterschaften
- 1978 Helsinki: 5. Platz Mini-Mehrkampf
- 1979 Deventer: 5. Platz Mini-Mehrkampf
- 1980 Hamar: 8. Platz Mini-Mehrkampf
- 1983 Karl-Marx-Stadt: 3. Platz Kleiner Vierkampf
- 1984 Deventer: 8. Platz Kleiner Vierkampf

### Sprint-Weltmeisterschaften
- 1980 West Allis: 10. Platz Sprint-Mehrkampf
- 1984 Trondheim: 2. Platz Sprint-Mehrkampf
- 1985 Heerenveen: 8. Platz Sprint-Mehrkampf

### Mehrkampf-Europameisterschaften
- 1983 Heerenveen: 16. Platz Kleiner Vierkampf
- 1984 Almaty: 2. Platz Kleiner Vierkampf

## Persönliche Bestleistungen
| Disziplin | Zeit        | Datum             | Ort    |
| --------- | ----------- | ----------------- | ------ |
| 500 m     | 40,73 s     | 14. Januar 1984   | Almaty |
| 1000 m    | 1:21,80 min | 28. Dezember 1984 | Almaty |
| 1500 m    | 2:06,23 min | 14. Januar 1984   | Almaty |
| 3000 m    | 4:27,64 min | 27. Dezember 1982 | Almaty |
| 5000 m    | 8:00,58 min | 14. Januar 1984   | Almaty |